# Alexander Forbes Irvine Forbes
Alexander Forbes Irvine Forbes (Kinellar, Aberdeenshire, Škotska, 13. travnja 1871 – 15. svibnja 1959.), južnoafrički astronom, rođenjem Škot.

## Životopis
Rodio se u Škotskoj u Kinellaru, Aberdeenshire. U Južnu Afriku doselio se 1896. godine. U Škotsku se vratio radi studija ali se za stalno odselio u Južnu Afriku 1909. godine. Kao arhitekt radio je do 1932. godine. Predsjedavao je Južnoafričkim astronomskim društvom od 1942. do 1943. godine. 
Otkrio je periodični komet 37P/Forbes. Jedanje od nekoliko suotkrivatelja kometa Pons-Coggia-Winnecke-Forbes, danas znan kao 27P/Crommelin, u čast astronoma koji je izračunao njegovu orbitu.

## Vanjske poveznice
- Biographical Index to MNASSA and JASSA (eng.)
- A history of comet discovery from South Africa (eng.)